# Dzierzynski Bitz
Dzierzynski Bitz (також Оркестр Дзержинського) — інтернаціональний проект вокаліст і фронтмена Войцеха Дзержинського. Офіційно базувався у Внутрішній Словаччині. Стиль гурту — суміш нової хвилі та романтики радянської естради.

## Учасники
- Войцех Дзержинський (Wojciech Dzierżyński) — спів, перкусія
- Серджіо Дубчек (Sergio Dubček) — гітара
- Рамі Каллаc (Rámi Kallas) — клавішні
- Констянтин Буковський (Konstantin Bukowski) — труба
- Олексій Руденко (Алексей Руденко) — бас
- Кшиштоф Ґрегута (Krzysztof Grehuta) — ударні

## Дискографія
Альбоми
- I II III (2012)
- I II III re-mastered (2013)
- Gladiolus EP (2014)
- Love Me Do (2014)
- Novy Twist EP (2015)

Синґли
- Den' / Sex w ZSRR (2010)
- Podmoskovje / Vziat' Siloj (2013)
- Kvity / Virazhy (2014)
- Singapour / Taina (2015)